# Onthophagus latigibber
Onthophagus latigibber är en skalbaggsart som beskrevs av D Orbigny 1902. Onthophagus latigibber ingår i släktet Onthophagus och familjen bladhorningar. Inga underarter finns listade i Catalogue of Life.